# Кузнецов, Владимир Александрович (футболист)
Владимир Александрович Кузнецов (22 октября 1953, Куйбышев — 25 июня 2020) — советский и российский футболист, полузащитник.

## Клубная карьера
Является воспитанником куйбышевской ДЮСШ «Восход», первый тренер Геннадий Широчкин. Первым клубом, с 1972—1976 года, было тольяттинское «Торпедо» за которое сыграл 69 матчей и забил 19 голов, по другим данным — 71 матч и 19 голов. В середине сезона 1976 года Кузнецова (вместе с Левинским) в приказном порядке, чтобы игрок не достался чемпиону страны московскому «Динамо», перевели в главную команду области «Крылья Советов», в которой он дебютировал 13 августа 1976 года в матче против ленинградского «Зенита», заменив на 80 минуте Юрия Смирнова. В «Крыльях Советов», в 1976—1981 годах, сыграл 93 матча и забил 19 голов, по другим данным — 86 матчей и 19 голов.
Закончил выступать в командах мастеров этот форвард в 1994 году.

## Клубная статистика
| Выступление      | Выступление      | Выступление      | Лига СССР | Лига СССР | Кубок | Кубок | дубль | дубль | Итого | Итого |
| Клуб             | Лига             | Сезон            | Игры      | Голы      | Игры  | Голы  | Игры  | Голы  | Игры  | Голы  |
| ---------------- | ---------------- | ---------------- | --------- | --------- | ----- | ----- | ----- | ----- | ----- | ----- |
| Лада (Тольятти)  | вторая           | 1972             | 18        | 3         | —     | —     | —     | —     | 18    | 3     |
| Лада (Тольятти)  | вторая           | 1973             | 8         | 3         | —     | —     | —     | —     | 8     | 3     |
| Лада (Тольятти)  | вторая           | 1975             | 26        | 7         | —     | —     | —     | —     | 26    | 7     |
| Лада (Тольятти)  | вторая           | 1976             | 19        | 6         | —     | —     | —     | —     | 19    | 6     |
| Лада (Тольятти)  | Итого            | Итого            | 71        | 19        | —     | —     | —     | —     | 71    | 19    |
| Крылья Советов   | высшая           | 1976-о           | 1         | 0         | —     | —     | 1     | 1     | 2     | 1     |
| Крылья Советов   | высшая           | 1977             | 11        | 2         | 1     | 0     | 4     | 4     | 16    | 6     |
| Крылья Советов   | первая           | 1978             | 29        | 4         | 4     | 1     | —     | —     | 33    | 5     |
| Крылья Советов   | высшая           | 1979             | 30        | 5         | 1     | 0     | 1     | 1     | 32    | 6     |
| Крылья Советов   | первая           | 1980             | 14        | 3         | —     | —     | —     | —     | 14    | 3     |
| Крылья Советов   | вторая           | 1981             | 8         | 5         | —     | —     | —     | —     | 8     | 5     |
| Крылья Советов   | Итого            | Итого            | 93        | 19        | 6     | 1     | 6     | 6     | 105   | 26    |
| Всего за карьеру | Всего за карьеру | Всего за карьеру | 164       | 38        | 6     | 1     | 6     | 6     | 176   | 45    |

## Достижения
- Победитель первой лиги: 1978